# Al-Kadima
Al-Kadima (arab. القضيمة) – wieś położona w saudyjskiej prowincji Mekka, 44 km na północ od Dżuddy.